# Monica Ekberg
Monica Anita Maria Ekberg, född 20 april 1936 i Örebro, död 11 september 1965 i Oscars församling i Stockholm, var en svensk skådespelare.
Ekberg debuterade 1956 i Per Gunvalls kortfilm Pettersson i Annorlunda och kom att medverka i totalt nio produktioner mellan 1956 och 1963.

## Filmografi
- 1956 – Pettersson i Annorlunda
- 1956 – Lille Fridolf och jag
- 1958 – Trappa utan slut
- 1958 – Nära livet
- 1958 – Musik ombord
- 1959 – Det svänger på slottet
- 1960 – Domaren
- 1961 – Änglar, finns dom?
- 1963 – Sällskapslek

## Teater

### Roller (ej komplett)
| År   | Roll      | Produktion                                             | Regi             | Teater        |
| ---- | --------- | ------------------------------------------------------ | ---------------- | ------------- |
| 1956 | Miep Gies | Anne Franks dagbok Frances Goodrich och Albert Hackett | Sandro Malmquist | Riksteatern   |
| 1957 | Prosis    | Maria Gyckel-piga Stig Bergendorff och Gösta Bernhard  | Gösta Bernhard   | Casinoteatern |

### Fotnoter
1. 1 2  ”Monica Ekberg”. Svensk Filmdatabas. http://www.sfi.se/sv/svensk-filmdatabas/Item/?type=PERSON&itemid=65373&ref=%2ftemplates%2fSwedishFilmSearchResult.aspx%3fid%3d1225%26epslanguage%3dsv%26searchword%3dMonica+Ekberg%26type%3dPerson%26match%3dBegin%26page%3d1%26prom%3dFalse. Läst 5 mars 2013.
2. ↑  Age (23 september 1956). ”Anne Franks ensemble lär sig hebreiska sånger”. Dagens Nyheter:  s. 21. https://arkivet.dn.se/tidning/1956-09-23/259/21. Läst 27 december 2021.
3. ↑  ”Maria Gyckel-piga”. http://98.142.96.242/~sladdens/specialsidor/tjadden/revy_show/abc_casino/maria_gyckelpiga/_marie_gyckelpiga.html. Läst 4 september 2020.[död länk]